# Terza Divisione Umbria 1930-1931
La Terza Divisione 1930-31 è stato il V ed ultimo livello del XXXI campionato italiano di calcio, il secondo a carattere regionale.
La gestione di questo campionato era affidata ai Direttori Regionali, che li organizzavano autonomamente, con la possibilità di ripartire le squadre su più gironi tenendo in alta considerazione le distanze chilometriche, le strade di principale comunicazione e i mezzi di trasporto dell'epoca.
Questo sono i gironi organizzati dal Direttorio X Zona Umbria.

## Girone A

### Squadre partecipanti
| Squadra                    | Città                         | Stagione 1929-30             |
| -------------------------- | ----------------------------- | ---------------------------- |
| S.S. Ascesi                | Assisi (PG)                   |                              |
| S.C. Angelana              | Santa Maria degli Angeli (PG) |                              |
| U.S. Gubbio                | Gubbio (PG)                   | 6° in Terza Divisione Umbria |
| A.C. Perugia (B = riserve) | Perugia                       |                              |
| U.S.Tiberis                | Umbertide (PG)                | 5° in Terza Divisione Umbria |

### Classifica
|  | Pos. | Squadra     | Pt | G | V | N | P | GF | GS | DR  |
|  | ---- | ----------- | -- | - | - | - | - | -- | -- | --- |
|  | 1.   | Tiberis     | 13 | 8 | 6 | 1 | 1 | 23 | 7  | +16 |
|  | 2.   | Perugia (B) | 10 | 8 | 4 | 2 | 2 | 14 | 11 | +3  |
|  | 3.   | Gubbio      | 9  | 8 | 4 | 1 | 3 | 20 | 13 | +7  |
|  | 4.   | Ascesi      | 8  | 8 | 4 | 0 | 4 | 18 | 13 | +5  |
|  | 5.   | Angelana    | 0  | 8 | 0 | 0 | 8 | 0  | 31 | -31 |

Legenda:
      Qualificata al girone finale.
Regolamento:

Due punti a vittoria, uno a pareggio, zero a sconfitta.

## Girone B

### Squadre partecipanti
| Squadra                    | Città                  | Stagione 1929-30             |
| -------------------------- | ---------------------- | ---------------------------- |
| U.S. Orvietana             | Orvieto (TR)           | 3° in Terza Divisione Umbria |
| A.C. Nestor                | Marsciano (PG)         |                              |
| A.C. Pievese               | Città della Pieve (PG) |                              |
| A.S.F. Poliziana           | Montepulciano (SI)     |                              |
| Terni F.B.C. (B = riserve) | Terni                  |                              |

### Classifica
|  | Pos. | Squadra   | Pt | G | V | N | P | GF | GS | DR  |
|  | ---- | --------- | -- | - | - | - | - | -- | -- | --- |
|  | 1.   | Orvietana | 15 | 8 | 7 | 1 | 0 | 33 | 9  | +24 |
|  | 2.   | Nestor    | 12 | 8 | 5 | 2 | 1 | 25 | 6  | +19 |
|  | 3.   | Terni (B) | 8  | 8 | 3 | 2 | 3 | 8  | 12 | -4  |
|  | 4.   | Poliziana | 4  | 8 | 2 | 1 | 5 | 7  | 20 | -13 |
|  | 5.   | Pievese   | 0  | 8 | 0 | 0 | 8 | 9  | 35 | -26 |

Legenda:
      Qualificata al girone finale.
Regolamento:

Due punti a vittoria, uno a pareggio, zero a sconfitta.

## Girone finale
Le squadre partecipanti condussero a termine il girone con una partita da recuperare, finché non fu presentato ricorso dall'Ascesi nei confronti del Tiberis. Venne appurata la posizione irregolare di più di un giocatore di tale squadra che portò all'esclusione della Tiberis stessa dal campionato e alla sua sostituzione nel girone finale da parte dell'Ascesi stessa. Purtroppo non vengono riportate informazioni riguardo alle partite dell'Ascesi nella fase finale e pertanto è nota solo una classifica parziale.

### Classifica
|  | Pos. | Squadra   | Pt | G | V | N | P | GF | GS | DR |
|  | ---- | --------- | -- | - | - | - | - | -- | -- | -- |
|  | 1.   | Orvietana | 6  | 4 | 2 | 2 | 0 | 9  | 2  | +7 |
|  | 2.   | Gubbio    | 3  | 4 | 1 | 1 | 2 | 6  | 7  | -1 |
|  | 2.   | Nestor    | 3  | 4 | 1 | 1 | 2 | 4  | 10 | -6 |
|  | 4    | Ascesi    | -  | - | - | - | - | -  | -  | -  |

Legenda:
      Promossa in Seconda Divisione 1931-32.
Regolamento:

Due punti a vittoria, uno a pareggio, zero a sconfitta.